# Veronica americana
Veronica americana là một loài thực vật có hoa trong họ Mã đề. Loài này được Schwein. ex Benth. miêu tả khoa học đầu tiên năm 1846.

## Hình ảnh

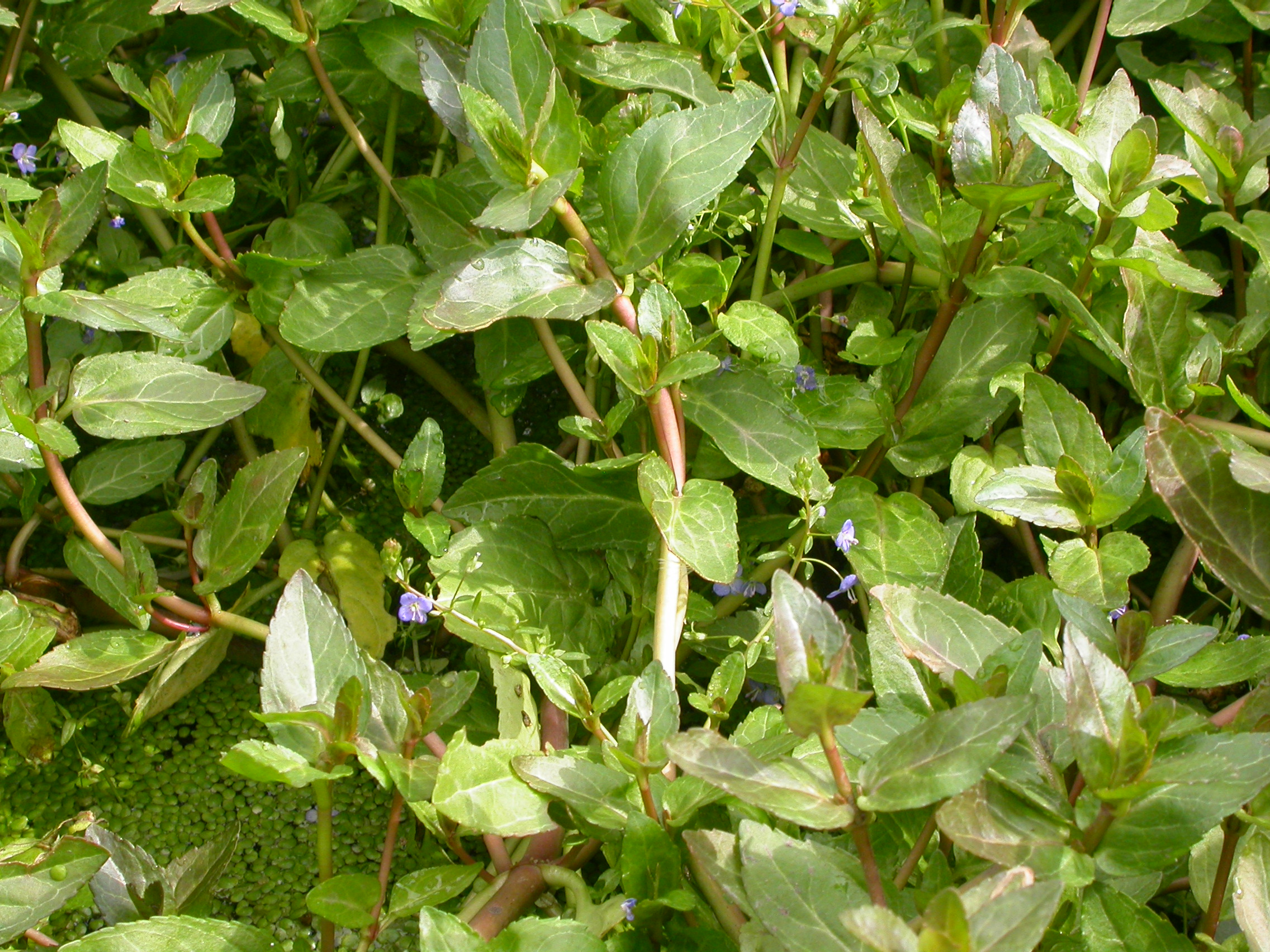
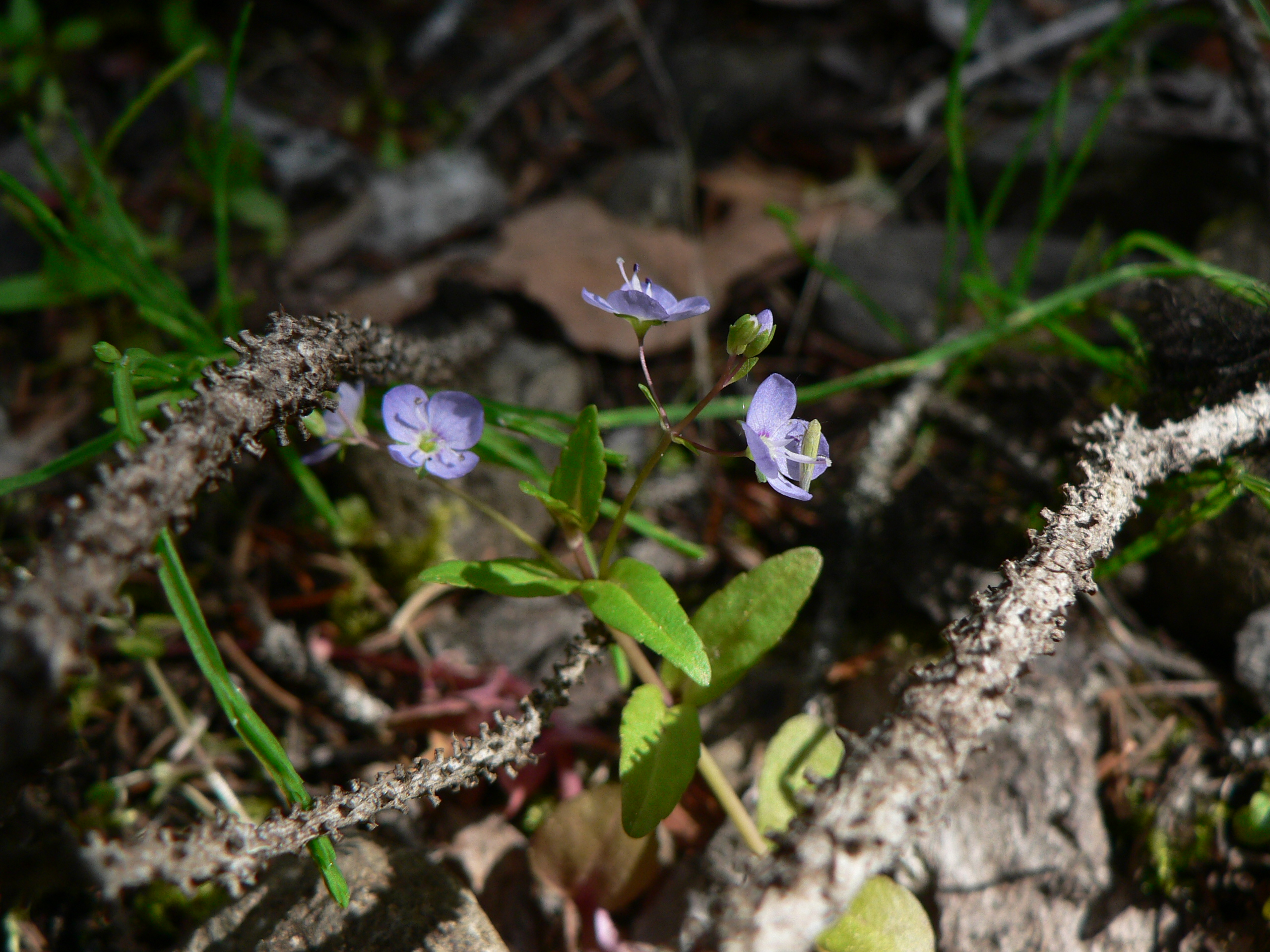
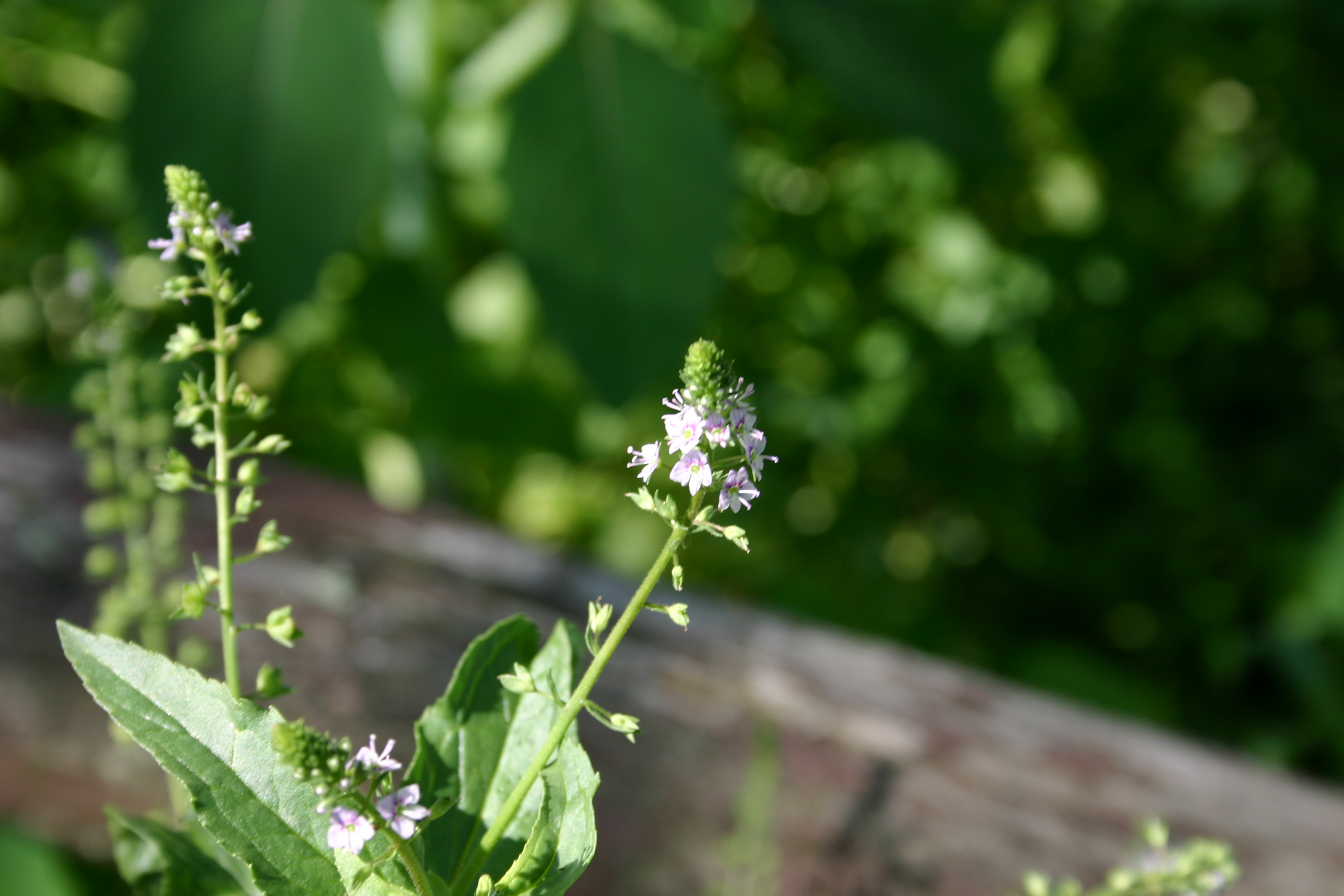